# میترسکیرشن
میترسکیرشن (به آلمانی: Mitterskirchen) یک شهر در آلمان است که در بایرن واقع شده‌است.

## خصوصیات
میترسکیرشن ۲۴٫۷۷ کیلومترمربع مساحت دارد ۴۳۳ متر بالاتر از سطح دریا واقع شده‌است.